# Villarrubio
Villarrubio – gmina w Hiszpanii, w prowincji Cuenca, w Kastylii-La Mancha, o powierzchni 28,26 km². W 2011 roku gmina liczyła 241 mieszkańców.